# Erkenbrand (Tolkien)
Erkenbrand is een personage uit de wereld van J.R.R. Tolkien. Hij komt voor in De Twee Torens, het tweede deel van de trilogie In de Ban van de Ring.
Erkenbrand was tijdens de Oorlog om de Ring de heer van de Westfold van Rohan met als basis Hoornburg. Bij de Tweede Slag van de Voorden van de Isen is Erkenbrand verslagen en zijn leger is verspreid geraakt in de Westfold. Hij wordt door Gandalf met zo veel mogelijk van zijn troepen verzameld om een tegenaanval tegen Sarumans Uruk-hai in te zetten, die bij de Slag om de Hoornburg de koning Théoden belegerd hadden.
Na de slag trekt Théoden ten strijde in de Slag van de Velden van Pelennor, maar Erkenbrand blijft achter in Rohan om het land te verdedigen en de gevangengenomen Donkerlanders, die aan het werk gezet zijn om de schade aan de Hoornburg te herstellen, te bewaken.
Na de Oorlog om de Ring benoemt Éomer Erkenbrand tot maarschalk van de Westmark, een streek ten westen van de Kloof van Rohan die Rohirrim altijd al opgeëist hadden, maar tot de oorlog feitelijk beheerst was door Donkerlanders.
Erkenbrand komt niet voor in Peter Jacksons film The Lord of the Rings: The Two Towers, waarin het grootste deel van bovengenoemde gebeurtenissen plaatsvinden, en zijn rol wordt in de film overgenomen door andere personages. In de laatste film The Lord of the Rings: The Return of the King komt hij wel voor, maar wordt niet bij naam genoemd.